# Роусон де Деллапьяне, Эльвира
Эльвира Роусон де Деллапьяне (1867—1954) — аргентинская суфражистка и вторая женщина, получившая медицинскую степень в Аргентине. Она была активисткой в защиту прав женщин и детей и была известна как «мать прав женщин в Аргентине».

## Ранние года
Роусон де Деллепиан родилась в Хунине, Аргентине. Она принадлежала к известной семье декана Грегорио Фунеса, которого считали отцом истории Аргентины. Она получила образование в Буэнос-Айресе, получив 29 сентября 1892 г. степень доктора медицины в Университете Буэнос-Айреса. Ранее она получила сертификат Ecole Normale de Mendoza в области преподавания, после чего проработала учителем в течение одного года, прежде чем начать свое медицинское образование. Годом ранее она вышла замуж за доктора Мануэля Деллепиана. Ее докторская диссертация, получившая признание Грегорио Араоса Альфаро, известного врача Аргентины, была на тему «Заметки о гигиене женщин». У нее было семеро детей.

## Карьера
После окончания учебы начала заниматься медицинской практикой. Она сконцентрировалась на многих проектах, продвигала их в том числе создание первой школьной столовой в стране. В 1919 году она была одним из основателей ассоциации Pro-Derechos de la Mujer. С 1920 по 1922 год она работала профессором по гигиене и уходу за детьми в Национальном доме для военных сирот (1920-22 годы). В 1916 году она была организатором и директором первого дома отдыха для хронически больных женщин-учителей — Каникулярной колонии в Успаллате . В период с 1907 по 1918 год она работала медицинским инспектором в Национальном департаменте гигиены (Departamento Nacional de Higiene). Она работала в Национальном совете по образованию (Consejo Nacional de Educación) (1919-34).
Стремясь продвигать права женщин в Аргентине, в 1905 году она основала Центр феминисток, который впоследствии был назван Центром Хуаны Мануэлы Горрити. В 1910 году она стала пионером движения за создание гражданского кодекса для женщин. В 1919 году она учредила Ассоциацию защиты мужчин и женщин. Альфонсина Сторни, аргентинский писатель и многие другие были ее соратниками в этой работе.
Среди ее карьерных достижений:
- создание Национального совета женщин[5]
- участие в Первом Международном женском конгрессе в 1910 году, который проходил в Буэнос-Айресе
- продвижение предметов социологии, права и образования
- создание Центра материнства, известного как «Хуана Горрити» (родильный дом для незамужних матерей) в 1910 году, основав Ассоциацию за права женщин в 1919 году, сделав практику «стакана молока» обязательной в школах и написав множество отчетов о статусе и состоянии женщин, и школьные домохозяйства.[5]